# Ioan Crâsnic
Ioan Crâsnic (n. 10 noiembrie 1929) (în anumite articole apare și ca Ioan I. Crisnic sau Ion Crîsnic) este unul dintre cei mai titrați antrenori de lupte din România.

## Biografie
Ioan Crâsnic s-a născut in comuna Glimboca, Caraș Severin și este însurat de peste 50 de ani cu Veronica Tereza, împreuna cu care are doi copii: Ion Mihnea (n. 1972) si Miruna Elena (n. 1975).
A absolvit Facultatea de Agronomie Timișoara în 1953 și Institutul Național de Educație Fizică și Sport din București in 1958.
Ioan Crâsnic a activat ca sportiv din 1946 până în 1952. În această perioadă a câștigat campionatul național de juniori la lupte Greco Romane în ‘47, ’48 și de seniori în ’50 și ’51, categoria 67 kg. În ‘52 a terminat pe locul 2.
Din 1961 până în 1996 Ioan Crâsnic a fost antrenor federal în cadrul Federației Române de Lupte (FRL) și a naționalei Marocului (’96 – ’00).

## Experiența
Ioan Crâsnic s-a  specializat în Lupte Libere între anii ’60-’64 avându-l ca antrenor pe japonezul Shigeru Kasahara.
•	1953-1958 antrenor la Clubul Sportiv Școlar CFR Timișoara
•	1961-1996 antrenor federal la Federația Româna de Lupte (FRL)
•	1996-2000 antrenor la naționala Marocului unde a condus naționalele masculine și feminine de lupte Greco Romane și Libere la toate nivelele (junior și seniori).
A făcut parte din colectivele tehnice ale Federației Române de Lupte între anii 1958 și 1996 și a naționalei Marocului între anii 1996-2000.
Ioan Crâsnic a participat la noua olimpiade: Roma 1960, Tokyo 1964, Mexico City 1968, München 1972, Montreal 1976, Moscova 1980, Los Angeles 1984, Barcelona 1992 cu naționala României și Atlanta 1996 cu naționala Marocului. Ioan Crâsnic a participat la aceste nouă olimpiade în calitate de antrenor dar și de arbitru internațional.
În același timp, Ioan Crâsnic a participat cu sportivii români la nenumărate campionate mondiale și europene unde elevii lui au câștigat zeci de medalii de aur, argint și bronz. 

## Repere ale carierei
A fost antrenor federal sau a făcut parte din conducerea colectivului tehnic la următoarele olimpiade:
- Roma 1960: Dumitru Pârvulescu campion olimpic la lupte Greco Romane categoria 52kg
- München 1972: Nicolae Martinescu campion olimpic la lupte Greco Romane categoria 97kg și Gheorghe Berceanu campion olimpic la lupte Greco Romane  categoria 48kg
- Moscova 1980: Ștefan Rusu campion olimpic la categoria 68kg
- Los Angeles 1984: Vasile Andrei campion olimpic la lupte Greco Romane categoria 100kg și Ion Draica campion olimpic la lupte Greco Romane categoria 82kg

A fost martor ocular al atentatului de la Jocurile Olimpice de Vară de la München in 1972 locuind vizavi de blocul în care erau cazați sportivii delegației Israelului.

## Premii și distincții
- A obținut licența de arbitru internațional FILA (Federatia Internationala de Lupte Asociatie) în Marea Britanie (Manchester) în 1965 semnata de președintele FILA Roger Coulon și secretarul general al FILA- Milan Ercegan
- Diploma de onoarea primită de la FILA în 1996 pentru contribuția de o viața la dezvoltarea luptelor semnată de Milan Ercegan președintele FILA
- Diploma primită de la comitetul olimpic de organizare al Olimpiadei din Mexic 1968 (arbitru internațional) semnată din partea comitetului olimpic internațional (CIO) de președintele Avery Brundage
- Titlul de antrenor emerit primit de la Consiliul Național pentru Educație Fizică și Sport in 1972
- Diploma primită de la Juan Antonio Samaranch pentru contribuția la succesul celei de a XXVI Olimpiade- Atlanta 1996
- Diploma de excelența pentru întreaga activitate în sportul luptelor românești cu ocazia sărbătoririi a 80 de ani de la înființarea Federației Române de Lupte (FRL) semnată de Constantin Poteraș președintele FRL in anul 2010 și medalie de bronz[5]
- Trofeu de excelență denumit simbolic “O viață dedicată luptelor” din partea Federației Române de Lupte în 2013[6]

### Distincții
- Ordinul „Meritul Sportiv” clasa a II-a (18 august 1976) „pentru rezultatele deosebite obținute la Jocurile olimpice de vară de la Montreal – 1976, precum și pentru contribuția adusă la dezvoltarea activității sportive și la creșterea prestigiului sportului românesc pe plan internațional”[7][8]
- Ordinul „Meritul Sportiv” clasa a II-a[4] pentru rezultate deosebite obținute la jocurile mondiale universitare – Sofia- Bulgaria 1977, semnat de președintele României
- Ordinul „Meritul Sportiv” clasa I[4][9] în semn de apreciere deosebită pentru întreaga activitate și pentru performanțele sportive obținute la promovarea imaginii României, semnat de președintele României in 2004